# Florian Gosch
Florian Gosch (Wörschach, 16 augustus 1980) is een voormalig beachvolleybalspeler uit Oostenrijk. Hij won eenmaal zilver bij de Europese kampioenschappen en nam tweemaal deel aan de Olympische Spelen.

## Carrière

### 1999 tot en met 2006
Gosch maakte in 1999 zijn internationale beachvolleybaldebuut toen hij met Simon Nausch mee deed aan het Challenger-toernooi van Jona. In de twee jaar die daarop volgden, nam het tweetal bovendien deel aan drie toernooien in de FIVB World Tour. Met Matthias Grumbir was hij in 2001 verder actief op het Open-toernooi van Lignano. Van 2002 tot en met 2006 vormde Gosch een team met Bernhard Strauß. Het eerste seizoen deden ze mee aan vier toernooien in de World Tour met een vijf-en-twintigste plaats in Fortaleza als beste resultaat. Het jaar daarop kwamen ze bij negen toernooien eveneens niet verder dan een vijf-en-twintigste plek op Mallorca. In 2004 speelden Gosch en Strauß acht wedstrijden in de mondiale competitie met een zeventiende plaats in Gstaad als beste resultaat.
Daarnaast nam Gosch met Nik Berger deel aan de Olympische Spelen, waar het duo na een overwinning en twee nederlagen in de groepsfase strandde. Het seizoen daarop deden Gosch en Strauß mee aan de wereldkampioenschappen in Berlijn; daar verloren ze in de tweede ronde van de Russen Dmitri Barsoek en Roman Arkajev en werden ze in de herkansing uitgeschakeld door Miguel Maia en João Brenha uit Portugal. In de World Tour waren ze verder actief op dertien toernooien met een negende plaats in Kaapstad als beste resultaat. Bovendien werden ze Oostenrijks kampioen. In 2006 nam het duo deel aan twaalf internationale toernooien waarbij het tot een negende plaats in Espinho kwam. In oktober dat jaar wisselde Gosch van partner naar Alexander Horst – met wie hij tot en met 2010 zou spelen – en deed hij mee aan de Acapulco Open.

### 2007 tot en met 2010
Het seizoen erop nam het duo deel aan twaalf reguliere toernooien in de World Tour met een derde plaats in Mariehamn als beste resultaat. Daarnaast behaalden ze een zevende (Montreal) en drie negende plaatsen (Roseto degli Abruzzi, Stavanger en Stare Jabłonki). Bij de WK in Gstaad bereikten ze de achtste finale waar ze werden uitgeschakeld door de Brazilianen Emanuel Rego en Ricardo Santos. Bij de Europese kampioenschappen in Valencia verloren ze in de eerste ronde van het Russische duo Barsoek en Igor Kolodinski waarna ze in de derde ronde van de herkansing werden uitgeschakeld door de Zwitsers Martin Laciga en Jan Schnider. In 2008 behaalden Gosch en Horst bij elf toernooien in de internationale competitie een vierde (Kristiansand) en een negende plaats (Mallorca). In Hamburg verloor het duo bij de EK de eerste wedstrijd van de Fransen Guilherm Deulofeu en Yannick Salvetti en in de derde herkansingsronde waren de Spanjaarden Pablo Herrera en Raúl Mesa vervolgens te sterk. Bij de Olympische Spelen in Peking eindigden ze als vijfde, nadat ze in de kwartfinale werden uitgeschakeld door de Brazilianen Márcio Araújo en Fábio Luiz Magalhães.
Het jaar daarop deden Gosch en Horst mee aan tien reguliere toernooien in de World Tour. Ze behaalden daarbij een vijfde (Den Haag), een zevende (Stare Jabłonki) en twee negende plaatsen (Gstaad en Klagenfurt). Bij de WK in Stavanger bereikten ze de achtste finale die verloren werd van het Braziliaanse tweetal Harley Marques en Alison Cerutti. In Sotsji won het duo bij de EK de zilveren medaille achter de Nederlanders Reinder Nummerdor en Richard Schuil. In 2010 waren ze actief op elf mondiale toernooien. Ze werden vierde in Marseille en behaalden verder een zevende (Shanghai) en vier negende plaatsen (Rome, Stavanger, Gstaad en Klagenfurt). Bij de EK in Berlijn strandde het tweetal in de achtste finale tegen David Klemperer en Eric Koreng uit Duitsland. Na afloop van het seizoen beëindigde Gosch zijn sportieve carrière vanwege kraakbeenletsel aan zijn knie.

## Palmares
Kampioenschappen
- 2005:  NK
- 2007: 9e WK
- 2008: 5e OS
- 2009: 9e WK
- 2009:  EK

FIVB World Tour
- 2007:  Åland Open